# Tirà de la Patagònia
El tirà de la Patagònia (Colorhamphus parvirostris) és un ocell de la família dels tirànids (Tyrannidae) i única espècie del gènere Colorhamphus. Habita boscos de Nothofagus del centre de Xile. Per ambdues vessants dels Andes fins a la Terra del Foc.